# Seznam členů Světové organizace skautského hnutí

World Scout Bureau sídlí v Ženevě a má kanceláře pro šest regionů:
Evropský region: Ženeva, Brusel a Bělehrad
Arabský region: Káhira
Africký region: Nairobi, Kapské Město; a Dakar
Asijsko-pacifický region: Makati City na Filipínách, Austrálie; Nepál a Tokio
Interamerický region: Ciudad del Saber v Panamě
Euroasijský region: Kyjev, Ukrajina
šedé oblasti, například Laos a Kuba namají skauting

Od založení skautingu v roce 1907 se hnutí rozšířilo z Anglie do 216 zemí světa. Po celém světě se ke skautingu hlásí více než 55 milionů členů ve 169 národních organizacích, sdružených ve Světové organizaci skautského hnutí.

## Seznam členů
Ke Světové organizaci skautského hnutí patří většinou jen jednu skautskou organizaci v každé zemi. Některé země mají několik organizací spojených do jedné federace, např. rozdělených podle náboženství (např. Francie, Německo a Dánsko), etnické příslušnosti (např. Izrael) nebo jazyka (např. Belgie). Kanada má dvě organizace rozdělené podle jazyka (angličtina a francouzština).

### Tabulka členských organizací podle států
| Stát                                     | Členství (v roce 2016) | Název členské organisace                                                      | Rok přijetí do WOSM | Rok vzniku skautingu | koedukace   |
| ---------------------------------------- | ---------------------- | ----------------------------------------------------------------------------- | ------------------- | -------------------- | ----------- |
| Alžírsko                                 | 4 150                  | Scouts Musulmans Algériens                                                    | 1963                | 1934                 | obojí       |
| Angola                                   | 18 654                 | Associação de Escuteiros de Angola                                            | 1998                | 1998                 | obojí       |
| Argentina                                | 69 603                 | Scouts de Argentina                                                           | 1922                | 1912                 | obojí       |
| Arménie                                  | 2 197                  | Hayastani Azgayin Scautakan Sharjum Kazmakerputiun                            | 1997                | 1912                 | obojí       |
| Aruba                                    | 485                    | Scouting Aruba                                                                | 2016                | 2000                 | obojí       |
| Austrálie                                | 67 495                 | Scouts Australia                                                              | 1953                | 1908                 | obojí       |
| Ázerbájdžán                              | 1 761                  | Azərbaycan Skaut Assosiasiyasi                                                | 2000                | 1997                 | obojí       |
| Bahamy                                   | 1 516                  | The Scout Association of the Bahamas                                          | 1974                | 1913                 | obojí       |
| Bahrajn                                  | 1 790                  | Boy Scouts of Bahrain                                                         | 1970                | 1953                 | jen chlapci |
| Bangladéš                                | 1 112 293              | Bangladesh Scouts                                                             | 1974                | 1972                 | obojí       |
| Barbados                                 | 2 334                  | Barbados Boy Scouts Association                                               | 1969                | 1912                 | jen chlapci |
| Bělorusko                                | 1 041                  | Belarusian Republican Scout Association                                       | 1989                | 1909                 | obojí       |
| Belgie                                   | 105 383                | Guides and Scouts Movement of Belgium (federace několika organisací)          | 1922                | 1911                 | obojí       |
| Belize                                   | 839                    | The Scout Association of Belize                                               | 1987                | 1911                 | obojí       |
| Benin                                    | 7 225                  | Scoutisme Béninois                                                            | 1964                | 1932                 | obojí       |
| Bhútán                                   | 24 496                 | Bhutan Scout Tshogpa                                                          | 1999                | 1991                 | obojí       |
| Bolívie                                  | 7 126                  | Asociación de Scouts de Bolivia                                               | 1950                | 1915                 | obojí       |
| Bosna a Hercegovina                      | 3 130                  | Savez izviđača Bosne i Hercegovine                                            | 1999                | 1999/2011            | obojí       |
| Botswana                                 | 26 464                 | The Botswana Scouts Association                                               | 1958                | 1936                 | jen chlapci |
| Brazílie                                 | 81 518                 | União dos Escoteiros do Brasil                                                | 1922                | 1910                 | obojí       |
| Brunej                                   | 2 534                  | Persekutuan Pengakap Negara Brunei Darussalam                                 | 1981                | 1933                 | obojí       |
| Bulharsko                                | 879                    | Organizatsia Na Bulgarskite Skauty                                            | 1999                | 1911–1913            | obojí       |
| Burkina Faso                             | 11 528                 | Fédération Burkinabé du Scoutisme (federace několika organisací)              | 1972                | 1943                 | obojí       |
| Burundi                                  | 28 559                 | Association des Scouts du Burundi                                             | 1979                | 1940                 | obojí       |
| Curaçao Svatý Martin Karibské Nizozemsko | 1 461                  | Scouting Antiano                                                              | 2016                | 1997                 | obojí       |
| Čad                                      | 14 500                 | Fédération du Scoutisme Tchadien (federace několika organisací)               | 1974                | 1960                 | obojí       |
| Černá Hora                               | 1 268                  | Savez Izviđača Crne Gore                                                      | 2008                | 2006                 | obojí       |
| Česko                                    | 53 438                 | Junák - český skaut z. s.                                                     | 1922/1990/1996      | 1911                 | obojí       |
| Čínská republika (Tchaj-wan)             | 56 182                 | Scouts of China                                                               | 1937                | 1912                 | obojí       |
| Dánsko                                   | 42 927                 | Fællesrådet for Danmarks Drengespejdere (federace několika organizací)        | 1922                | 1909                 | obojí       |
| Dominika                                 | 1 100                  | The Scout Association of Dominica                                             | 1990                | 1929                 | obojí       |
| Dominikánská republika                   | 1 964                  | Asociación de Scouts Dominicanos                                              | 1930                | 1926                 | obojí       |
| Ekvádor                                  | 10 009                 | Asociación de Scouts del Ecuador                                              | 1922                | 1920                 | obojí       |
| Egypt                                    | 82 940                 | Egyptian Federation for Scouts and Girl Guides (federace několika organisací) | 1922                | 1914                 | obojí       |
| Estonsko                                 | 1 099                  | Eesti Skautide Ühing                                                          | 1922/1996           | 1911/1989            | obojí       |
| Etiopie                                  | 67 977                 | Ethiopia Scout Association                                                    | 2002                | 1950                 | obojí       |
| Fidži                                    | 10 175                 | Fiji Scouts Association                                                       | 1971                | 1914                 | obojí       |
| Filipíny                                 | 1 934 255              | Boy Scouts of the Philippines                                                 | 1946                | 1923                 | obojí       |
| Finsko                                   | 53 792                 | Suomen Partiolaiset - Finlands Scouter ry                                     | 1922                | 1910                 | obojí       |
| Francie                                  | 102 584                | Scoutisme Français (federace několika organizací)                             | 1922                | 1910                 | obojí       |
| Gabon                                    | 3 736                  | Fédération Gabonaise du Scoutisme (federace několika organizací)              | 1971                | 1936                 | obojí       |
| Gambie                                   | 15 564                 | The Gambia Scout Association                                                  | 1984                | 1921                 | obojí       |
| Ghana                                    | 3 818                  | The Ghana Scout Association                                                   | 1960                | 1912                 | obojí       |
| Grenada                                  | 1 367                  | The Scout Association of Grenada                                              | 1979                | 1924                 | obojí       |
| Gruzie                                   | 2 290                  | Sakartvelos Skauturi Modzraobis Organizatsia                                  | 1997                | 1994                 | obojí       |
| Guatemala                                | 7 262                  | Asociación de Scouts de Guatemala                                             | 1930                | 1928                 | obojí       |
| Guinea                                   | 6 516                  | Association Nationale des Scouts de Guinée                                    | 1990/2005           | 1984                 | NA          |
| Guyana                                   | 399                    | The Scout Association of Guyana                                               | 1967                | 1909                 | obojí       |
| Haiti                                    | 43 605                 | Scouts d'Haïti                                                                | 1932/1940           | 1916                 | obojí       |
| Honduras                                 | 3 241                  | Asociación de Scouts de Honduras                                              | 1957                | 1952                 | obojí       |
| Hongkong                                 | 68 070                 | The Scout Association of Hong Kong                                            | 1977                | 1914                 | obojí       |
| Chile                                    | 26 869                 | Asociación de Guías y Scouts de Chile                                         | 1922/1974           | 1909                 | obojí       |
| Chorvatsko                               | 3 154                  | Savez izviđača Hrvatske                                                       | 1993                | 1915                 | obojí       |
| Island                                   | 4 766                  | Bandalag Íslenskra Skáta                                                      | 1924                | 1912                 | obojí       |
| Indie                                    | 3 647 843              | The Bharat Scouts and Guides                                                  | 1938                | 1909                 | obojí       |
| Indonésie                                | 21 599 748             | Gerakan Pramuka                                                               | 1961                | 1912                 | obojí       |
| Itálie                                   | 104 569                | Federazione Italiana dello Scautismo (federace několika organisací)           | 1922/1946           | 1912                 | obojí       |
| Irák                                     | chybí data             | Iraq Boy Scouts and Girl Guides Council                                       | 1922/1956/2017      | 1921                 |             |
| Irsko                                    | 48 737                 | Scouting Ireland                                                              | 1949                | 1908                 | obojí       |
| Izrael                                   | 83 332                 | Hitachdut Hatsofim Ve Hatsofot Be Israel (federace několika organisací)       | 1951                | 1920                 | obojí       |
| Jamajka                                  | 1 705                  | The Scout Association of Jamaica                                              | 1963                | 1910                 | obojí       |
| Japonsko                                 | 89 470                 | Scout Association of Japan                                                    | 1922/1950           | 1913                 | obojí       |
| Jemen                                    | 6 481                  | Yemen Scouts and Guides Association – Scout branch                            | 1980                | 1927                 | jen chlapci |
| Jihoafrická republika                    | 195 111                | Scouts South Africa                                                           | 1937                | 1908                 | obojí       |
| Jižní Korea                              | 136 079                | Korea Scout Association                                                       | 1953                | 1922                 | obojí       |
| Jižní Súdán                              | 2 149                  | South Sudan Scout Association                                                 | 2013                | 2011                 | obojí       |
| Jordánsko                                | 15 521                 | Jordanian Association for Boy Scouts and Girl Guides                          | 1955                | 1954                 | obojí       |
| Kambodža                                 | 16 608                 | National Association of Cambodian Scouts                                      | 2008                | 2000                 | obojí       |
| Kamerun                                  | 12 000                 | Les Scouts du Cameroun                                                        | 1971                | 1937                 | obojí       |
| Kanada                                   | 96 992                 | Scouts Canada with which is affiliated the Association des Scouts du Canada   | 1946                | 1908                 | obojí       |
| Kapverdy                                 | 733                    | Associação dos Escuteiros de Cabo Verde                                       | 2002                | 2002                 | NA          |
| Katar                                    | 4 528                  | The Scout and Guide Association of Qatar                                      | 1965                | 1955                 | obojí       |
| Kazachstán                               | 1 116                  | Organization of the Scout Movement of Kazakhstan                              | 2008                | 1992                 | obojí       |
| Keňa                                     | 1 312 422              | The Kenya Scouts Association                                                  | 1964                | 1910                 | obojí       |
| Kiribati                                 | 1 186                  | Kiribati Scout Association                                                    | 1993                | 1993                 | obojí       |
| Kolumbie                                 | 12 619                 | Asociación Scouts de Colombia                                                 | 1933                | 1917                 | obojí       |
| Komory                                   | 1 725                  | Wezombeli                                                                     | 1990                | 1975                 | obojí       |
| Kongo                                    | 103 071                | Fédération des Scouts de la République démocratique du Congo                  | 1963                | 1924                 | obojí       |
| Kostarika                                | 13 721                 | Asociación de Guías y Scouts de Costa Rica                                    | 1925                | 1915                 | obojí       |
| Kuvajt                                   | 5 950                  | Kuwait Boy Scouts Association                                                 | 1955                | 1952                 | jen chlapci |
| Kypr                                     | 4 667                  | Cyprus Scouts Association                                                     | 1961                | 1913                 | obojí       |
| Lesotho                                  | 2 890                  | Lesotho Scouts Association                                                    | 1971                | 1936                 | jen chlapci |
| Libanon                                  | 15 365                 | Lebanese Scouting Federation (federace několika organizací)                   | 1947                | 1912                 | obojí       |
| Libérie                                  | 2 418                  | Boy Scouts of Liberia                                                         | 1922/1965           | 1922                 | jen chlapci |
| Libye                                    | 14 494                 | Public Scout and Girl Guide Movement                                          | 1958                | 1954                 | obojí       |
| Lichtenštejnsko                          | 635                    | Pfadfinder und Pfadfinderinnen Liechtensteins                                 | 1933                | 1931                 | obojí       |
| Litva                                    | 2 064                  | Lietuvos Skautija                                                             | 1997                | 1918                 | obojí       |
| Lotyšsko                                 | 872                    | Latvijas Skautu un Gaidu Centrālā Organizācija                                | 1993                | 1917                 | obojí       |
| Lucembursko                              | 7 100                  | Luxembourg Boy Scouts Association (federace několika organisací)              | 1922                | 1914                 | obojí       |
| Madagaskar                               | 50 464                 | Firaisan'ny Skotisma eto Madagasikara (federace několika organisací)          | 1960                | 1921                 | obojí       |
| Maďarsko                                 | 10 931                 | Magyar Cserkészszövetség                                                      | 1922/1990           | 1912                 | obojí       |
| Severní Makedonie                        | 2 184                  | Sojuz na Izvidnici na Makedonija                                              | 1997                | 1921                 | obojí       |
| Malajsie                                 | 65 944                 | Persekutuan Pengakap Malaysia                                                 | 1957                | 1911                 | obojí       |
| Malawi                                   | 50 000                 | The Scout Association of Malawi                                               | 2005                | 1996                 | NA          |
| Maledivy                                 | 1 508                  | The Scout Association of Maldives                                             | 1990                | 1963                 | obojí       |
| Malta                                    | 3 079                  | The Scout Association of Malta                                                | 1966                | 1908                 | obojí       |
| Maroko                                   | 12 304                 | Fédération Nationale du Scoutisme Marocain                                    | 1961                | 1933                 | obojí       |
| Mauricius                                | 5 509                  | The Mauritius Scout Association                                               | 1971                | 1912                 | obojí       |
| Mauritánie                               | 3 724                  | Association des Scouts et Guides de Mauritanie                                | 1983                | 1947                 | obojí       |
| Mexiko                                   | 45 553                 | Asociación de Scouts de México A.C.                                           | 1926                | 1920                 | obojí       |
| Moldávie                                 | 2 150                  | Organizaţia Naţionala A Scouţilor Din Moldova                                 | 1997                | 1921                 | obojí       |
| Monako                                   | 78                     | Association des Guides et Scouts de Monaco                                    | 1990                | 1990                 | obojí       |
| Mongolsko                                | 10 445                 | Mongolyn Skautyn Kholboo                                                      | 1994                | 1992                 | obojí       |
| Mosambik                                 | 21 487                 | Liga dos Escuteiros de Moçambique                                             | 1999                | 1960                 | obojí       |
| Myanmar                                  | 24 925                 | Myanmar Scout                                                                 | 2016                | 2012                 | obojí       |
| Namibie                                  | 1 066                  | Scouts of Namibia                                                             | 1990                | 1917                 | obojí       |
| Německo                                  | 113 398                | Ring deutscher Pfadfinderverbände (federace několika organisací)              | 1950                | 1910                 | obojí       |
| Nepál                                    | 26 268                 | Nepal Scouts                                                                  | 1969                | 1952                 | obojí       |
| Nizozemsko                               | 54 996                 | Scouting Nederland                                                            | 1922                | 1910                 | obojí       |
| Nový Zéland                              | 19 455                 | Scouting New Zealand                                                          | 1953                | 1908                 | obojí       |
| Nikaragua                                | 1 949                  | Asociación de Scouts de Nicaragua                                             | 1946                | 1917                 | obojí       |
| Niger                                    | 3 300                  | Association des Scouts du Niger                                               | 1996                | 1947                 | obojí       |
| Nigérie                                  | 750 073                | Scout Association of Nigeria                                                  | 1961                | 1915                 | jen chlapci |
| Norsko                                   | 21 815                 | Speidernes Fellesorganisasjon (federace několika organizací)                  | 1922                | 1911                 | obojí       |
| Omán                                     | 20 330                 | The National Organisation for Scouts and Guides                               | 1977                | 1948                 | obojí       |
| Pákistán                                 | 703 050                | Pakistan Boy Scouts Association                                               | 1948                | 1947                 | jen chlapci |
| Palestina                                | 33 629                 | Palestinian Scout Association                                                 | 1996                | 1912                 | obojí       |
| Panama                                   | 2 479                  | Asociación Nacional de Scouts de Panamá                                       | 1924/1950           | 1924                 | obojí       |
| Papua Nová Guinea                        | 4 955                  | The Scout Association of Papua New Guinea                                     | 1976                | 1926                 | jen chlapci |
| Paraguay                                 | 1 086                  | Asociación de Scouts del Paraguay                                             | 1962                | 1960                 | obojí       |
| Peru                                     | 8 254                  | Asociación de Scouts del Perú                                                 | 1922                | 1916                 | obojí       |
| Pobřeží slonoviny                        | 7 512                  | Fédération Ivoirienne du Scoutisme (federace několika organizací)             | 1972                | 1937                 | obojí       |
| Polsko                                   | 42 146                 | Związek Harcerstwa Polskiego                                                  | 1922/1996           | 1918                 | obojí       |
| Portugalsko                              | 81 329                 | Federação Escotista de Portugal                                               | 1922                | 1913                 | obojí       |
| Rakousko                                 | 10 439                 | Pfadfinder und Pfadfinderinnen Österreichs                                    | 1922/1946           | 1912                 | obojí       |
| Rumunsko                                 | 5 257                  | Cercetaşii României                                                           | 1993                | 1914                 | obojí       |
| Rusko                                    | 6 395                  | Russian Association of Scouts/Navigators                                      | 2004                | 1909                 | obojí       |
| Rwanda                                   | 18 859                 | Association des Scouts du Rwanda                                              | 1975                | 1940                 | obojí       |
| Řecko                                    | 15 888                 | Soma Hellinon Proskopon                                                       | 1922                | 1910                 | obojí       |
| Salvador                                 | 3 311                  | Asociación de Scouts de El Salvador                                           | 1940                | 1938                 | obojí       |
| San Marino                               | 269                    | Associazione Guide Esploratori Cattolici Sammarinesi                          | 1990                | 1973                 | obojí       |
| Saúdská Arábie                           | 19 260                 | Saudi Arabian Boy Scouts Association                                          | 1963                | 1961                 | jen chlapci |
| Senegal                                  | 9 857                  | Confédération Sénégalaise du Scoutisme (federace několika organisací)         | 1963                | 1930                 | obojí       |
| Seychely                                 | 274                    | Seychelles Scout Association                                                  | 1927                | 2002                 | obojí       |
| Sierra Leone                             | 15 074                 | Sierra Leone Scouts Association                                               | 1964                | 1909                 | obojí       |
| Singapur                                 | 11 380                 | The Singapore Scout Association                                               | 1966                | 1910                 | obojí       |
| Slovensko                                | 7 831                  | Slovenský skauting                                                            | 1922/1990/1997      | 1913                 | obojí       |
| Slovinsko                                | 6 125                  | Zveza tabornikov Slovenije                                                    | 1994                | 1915                 | obojí       |
| Spojené arabské emiráty                  | 4 795                  | Emirates Scout Association                                                    | 1977                | 1972                 | jen chlapci |
| Spojené království                       | 562 454                | The Scout Association                                                         | 1922                | 1907                 | obojí       |
| Spojené státy americké                   | 2 536 872              | Boy Scouts of America                                                         | 1922                | 1910                 | obojí       |
| Srbsko                                   | 4 804                  | Savez Izviđača Srbije                                                         | 1995                | 1911                 | obojí       |
| Srí Lanka                                | 37 737                 | Sri Lanka Scout Association                                                   | 1953                | 1912                 | obojí       |
| Súdán                                    | 14 682                 | Sudan Scouts Association                                                      | 1956                | 1935                 | jen chlapci |
| Surinam                                  | 756                    | Boy Scouts van Suriname                                                       | 1968                | 1924                 | obojí       |
| Sýrie                                    | 9 260                  | Scouts of Syria                                                               | 2008                | 1912/1949            | obojí       |
| Svatá Lucie                              | 355                    | The Saint Lucia Scout Association                                             | 1990                | 1910                 | obojí       |
| Svatý Tomáš a Princův ostrov             | chybí data             | Associação dos Escuteiros de São Tomé e Príncipe                              | 2017                | 1993                 |             |
| Svatý Vincenc a Grenadiny                | 221                    | The Scout Association of Saint Vincent and the Grenadines                     | 1990                | 1911                 | obojí       |
| Svazijsko                                | 6 843                  | Swaziland Boy Scouts Association                                              | 1968                | 1928                 | jen chlapci |
| Španělsko                                | 72 678                 | Federación de Escultismo en España                                            | 1922/1978           | 1912                 | obojí       |
| Švédsko                                  | 36 398                 | Scouterna                                                                     | 1922                | 1911                 | obojí       |
| Švýcarsko                                | 24 611                 | Swiss Guide and Scout Movement                                                | 1922                | 1912                 | obojí       |
| Tádžikistán                              | 1 038                  | Ittihodi Scouthoi Tojikiston                                                  | 1997                | 1991                 | obojí       |
| Tanzanie                                 | 538 933                | Tanzania Scouts Association                                                   | 1963                | 1929                 | obojí       |
| Thajsko                                  | 697 797                | The National Scout Organization of Thailand                                   | 1922                | 1911                 | obojí       |
| Togo                                     | 10 747                 | Association Scoute du Togo                                                    | 1977                | 1920                 | obojí       |
| Trinidad a Tobago                        | 5 956                  | The Scout Association of Trinidad and Tobago                                  | 1963                | 1911                 | obojí       |
| Tunis                                    | 24 070                 | Les Scouts Tunisiens                                                          | 1957                | 1933                 | obojí       |
| Turecko                                  | 141 277                | Türkiye İzcilik Federasyonu                                                   | 1950                | 1923                 | obojí       |
| Uganda                                   | 116 054                | The Uganda Scouts Association                                                 | 1964                | 1915                 | obojí       |
| Ukrajina                                 | 1 398                  | National Organization of Scouts of Ukraine                                    | 2008                | 2007                 | obojí       |
| Uruguay                                  | 1 619                  | Movimiento Scout del Uruguay                                                  | 1950                | 1946                 | obojí       |
| Venezuela                                | 16 729                 | Asociación de Scouts de Venezuela                                             | 1937                | 1913                 | obojí       |
| Východní Timor                           | chybí data             | União Nacional dos Escuteiros de Timor Leste                                  | 2017                | 2005                 |             |
| Zambie                                   | 7 396                  | Zambia Scouts Association                                                     | 1965                | 1930                 | obojí       |
| Zimbabwe                                 | 17 841                 | The Scout Association of Zimbabwe                                             | 1980                | 1909                 | obojí       |

## Nesuverénní území snezávislými členskými organizacemi WOSM
- Hongkong – The Scout Association of Hong Kong: Řádný člen WOSM
- Aruba – Scouting Aruba: Řádný člen WOSM
- Francouzská Polynésie – Conseil du Scoutisme polynésien: Přidružený člen Asijko-pacifického regionu WOSM
- Macau – Associação de Escoteiros de Macau: Přidružený člen Asijko-pacifického regionu WOSM
- Curaçao, Svatý Martin a Karibské Nizozemsko (bývalé Nizozemské Antily) – Scouting Antiano: Řádný člen WOSM

### Suverénní země

#### PůsobnostBoy Scouts of America
- Federativní státy Mikronésie – Skauting ve Federativních státech Mikronésie* – Aloha Council of the Boy Scouts of America
- Marshallovy ostrovy – Skauting na Marshallových ostrovech* – Aloha Council of the Boy Scouts of America
- Palau – Skauting v Palau* – Aloha Council of the Boy Scouts of America

#### PůsobnostThe Scout Association
- Antigua a Barbuda – Antigua and Barbuda Branch of The Scout Association*
- Svatý Kryštof a Nevis – The Scout Association of Saint Kitts and Nevis*
- Šalomounovy ostrovy – Solomon Islands branch of The Scout Association*
- Tonga – Tonga branch of The Scout Association*
- Tuvalu – Tuvalu Scout Association*
- Vanuatu – Vanuatu branch of The Scout Association*

#### PůsobnostScouts Australia
- Nauru – Skauting v Nauru*

### Nesuverénní území

#### Austrálie
- Vánoční ostrov – Scouts Australia
- Kokosové ostrovy – Scouts Australia
- Norfolk – Scouts Australia

#### Dánsko
- Faerské ostrovy – Føroya Skótaráð
- Grónsko – Grønlands Spejderkorps

#### Francie
- Francouzská Guyana – Skauting ve Francouzské Guyaně
- Guadeloupe a Saint Martin – Skauting v Guadeloupe et Saint Martin
- Martinik – Scouts et Guides de Martinique
- Mayotte – Skauting v Mayotte
- Nová Kaledonie – Skauting v Nové Kaledonii
- Réunion – Scouting on Réunion
- Saint Pierre a Miquelon – Skauting na Saint Pierru a Miquelonu
- Wallis a Futuna – Skauting ve Wallis a Futuna

#### Nový Zéland
- Cookovy ostrovy – Cook Islands Boy Scout Association
- Niue – Skauting v Niue
- Tokelau – Skauting v Tokelau

#### Spojené království
- Anguilla – The Scout Association of Anguilla
- Bermudy – Bermuda Scout Association
- Kajmanské ostrovy – The Scout Association of the Cayman Islands
- Falklandy – Skauting na Falklandách
- Gibraltar – The Scout Association of Gibraltar
- Montserrat – The Scout Association of Montserrat
- Svatá Helena a Ascension – Skauting na Svaté Heleně a Ascension
- Turks a Caicos – The Scout Association of the Turks and Caicos
- Britské Panenské ostrovy – The Scout Association of the British Virgin Islands

#### Spojené státy
- Americká Samoa – Skauting v Americké Samoi – Aloha Council of the Boy Scouts of America
- Guam – Skauting v Guamu – Aloha Council of the Boy Scouts of America
- Severní Mariany – Skauting v Severních Marianách – Aloha Council of the Boy Scouts of America
- Portoriko – Puerto Rico Council of the Boy Scouts of America
- Americké Panenské ostrovy – Skauting na Amerických Panenských ostrovech je ve zprávě National Capital Area Council Boy Scouts of America

## Potenciální členské země na seznamu WOSM
V roce 2014 WOSM uvedla 26 svrchovaných zemí jako potenciální členy, 10 z nich byly v působnosti zámořských poboček členských organizací WOSM (viz #Státy a území se skautingem provozovaným zámořskými pobočkami členských organizací WOSM).
- Afghánistán – Afghanistan Scout Association
- Albánie – Skauting v Albanii. V roce 2014 bylo ukončeno členství Beslidhja Skaut Albania ve WOSM s nadějemi na vytvoření nové národní skautské organizace.[5]
- Djibouti – Association des Scouts de Djibouti
- Eritrea – National Scout Association of Eritrea
- Guinea-Bissau – Corpo Nacional de Escutas da Guiné-Bissau
- Írán – Iran Scout Organization
- Kyrgyzstán – Skauting v Kyrgyzstánu
- Mali – Skauting v Mali
- Republika Kongo – Association des Scouts et Guides du Congo
- Rovníková Guinea – Skauting v Rovníkové Guineji
- Samoa – Skauting v Samoi
- Somálsko – Skauting v Somálsku
- Středoafrická republika – Fédération du scoutisme centrafricain
- Turkmenistán – Skauting v Turkmenistánu
- Uzbekistán – Skauting v Uzbekistánu
- Vietnam – Vietnamese Scout Association

## Státy bez skautské organizace
V roce 2008 WOSM uvedla šest svrchovaných zemí bez skautingu, seznam vynechal Vatikán, který je také bez skautingu. Čínská lidová republika, s pomocí asijskou-pacifického regionu, má nyní skautské asociace v plenkách, a proto byly uvedeny v následující části (viz #Jiný statut).
- Andorra – Scouts d'Andorra – nečinná od 1980
- Kuba – Asociación de Scouts de Cuba před rokem 1961 poté v exilu
- Laos – Scouts Lao před rokem 1975 poté v exilu
- Severní Korea – Sdílí historii s Korea Scout Association do roku 1950
- Vatikán – Skauting ve Vatikánu

## Jiný status
- Antarktida – Skauting na Antarktidě
- Kosovo – Skauting v Kosovu – částečně uznávaný stát
- Čína – Skauting v Číně – Scout Association of the People's Republic of China
- Somaliland – Skauting v Somalilandu – samozvaný neuznaný funkční stát v Somálsku
- Západní Sahara – Skauting v Západní Sahaře